# Jaroslav Sezima Rašín z Rýzmburka
Jaroslav Sezima Rašín z Rýzmburka (okolo 1580 – 1638 asi Chotěboř) byl český šlechtic z rodu Rašínů z Rýzmburka, diplomat, pozdější majitel chotěbořského zámku a panství. Jakožto protestant byl nucen během třicetileté války v rámci pobělohorské emigrace opustit České království, v zahraničí pak navázal styky s protestantskými exulantskými silami a zprostředkoval jednání mezi švédskou a císařskou stranou. Za pomoc při přípravě úspěšného atentátu na Albrechta z Valdštejna byl obdarován pozemky a krátce před smrtí dosáhl povýšení rodu do panského stavu.

## Životopis

### Mládí
Narodil se patrně ve východních Čechách, kde jeho rodu patřila rodová panství, svůj přímý původ pak Rašínové odvozovali od hradu Rýzmburk nedaleko Náchoda. Byl protestantského vyznání. Po otcově smrti převzal malé rodové dědictví, po matce pak zdědil statek v Korotici. Posléze vstoupil do služeb majetného šlechtice Jana Rudolfa Trčky.

### Emigrace
Po porážce stavovského povstání, se kterým po boku Trčky sympatizoval, byla i přes neprokázanou vinu na rebelii jemu a jeho manželce v rámci pobělohorských konfiskací zabavena část majetku a posléze svěřena katolickým šlechticům. Rašín se s Janem Rudolfem Trčkou nadále přátelil, posléze za ním odešel do emigrace. Zde udržoval kontakty s dalšími příslušníky české protestantské exulantské šlechty, mj. s Jindřichem Matyášem Thurnem, někdejším vrchním stavovským vojenským velitelem a posléze vojevůdcem protestantských vojsk, a dalšími.

### Zpět v Čechách

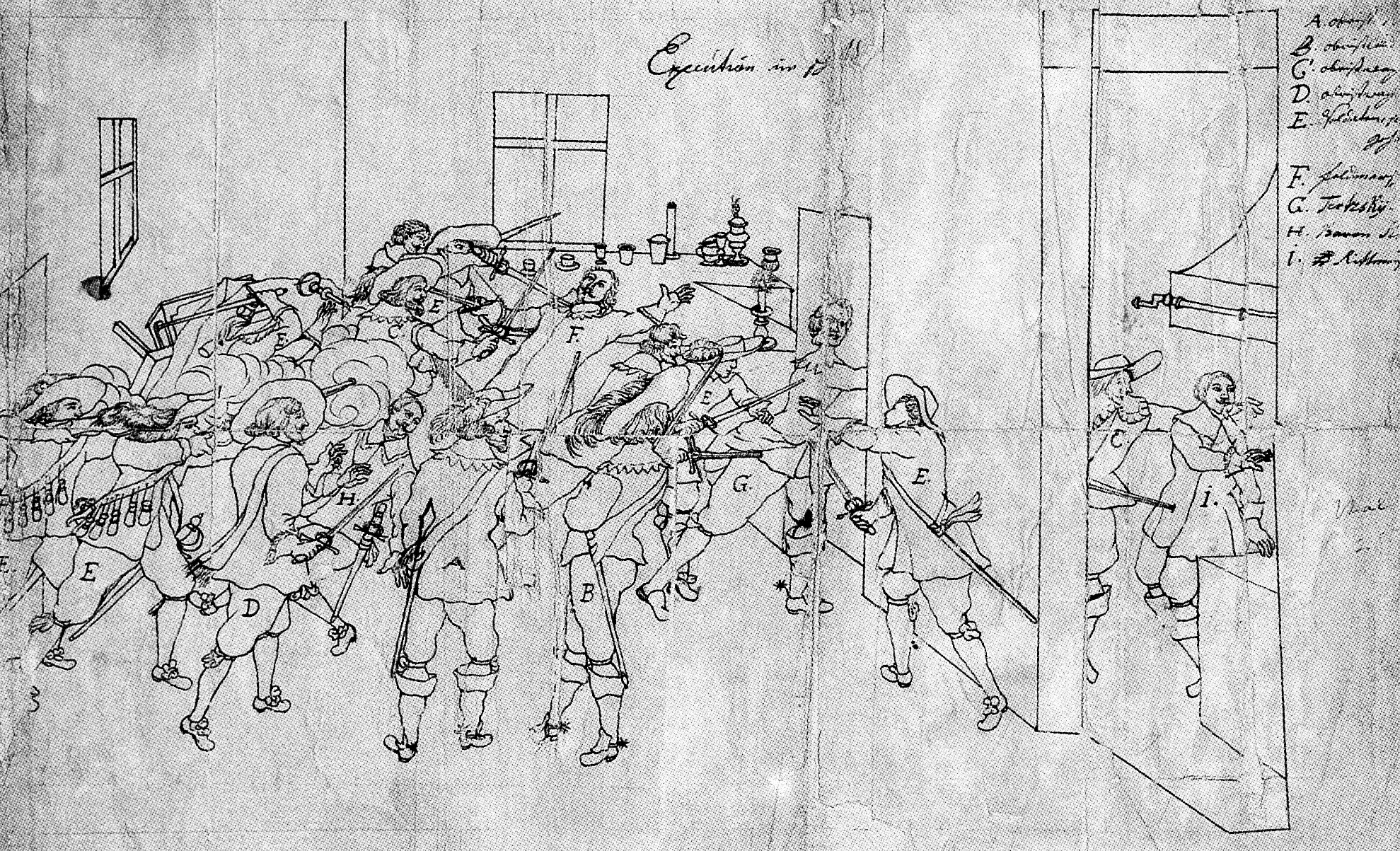
Vražda Valštejnových důstojníků na hradě v Chebu 25. února 1634

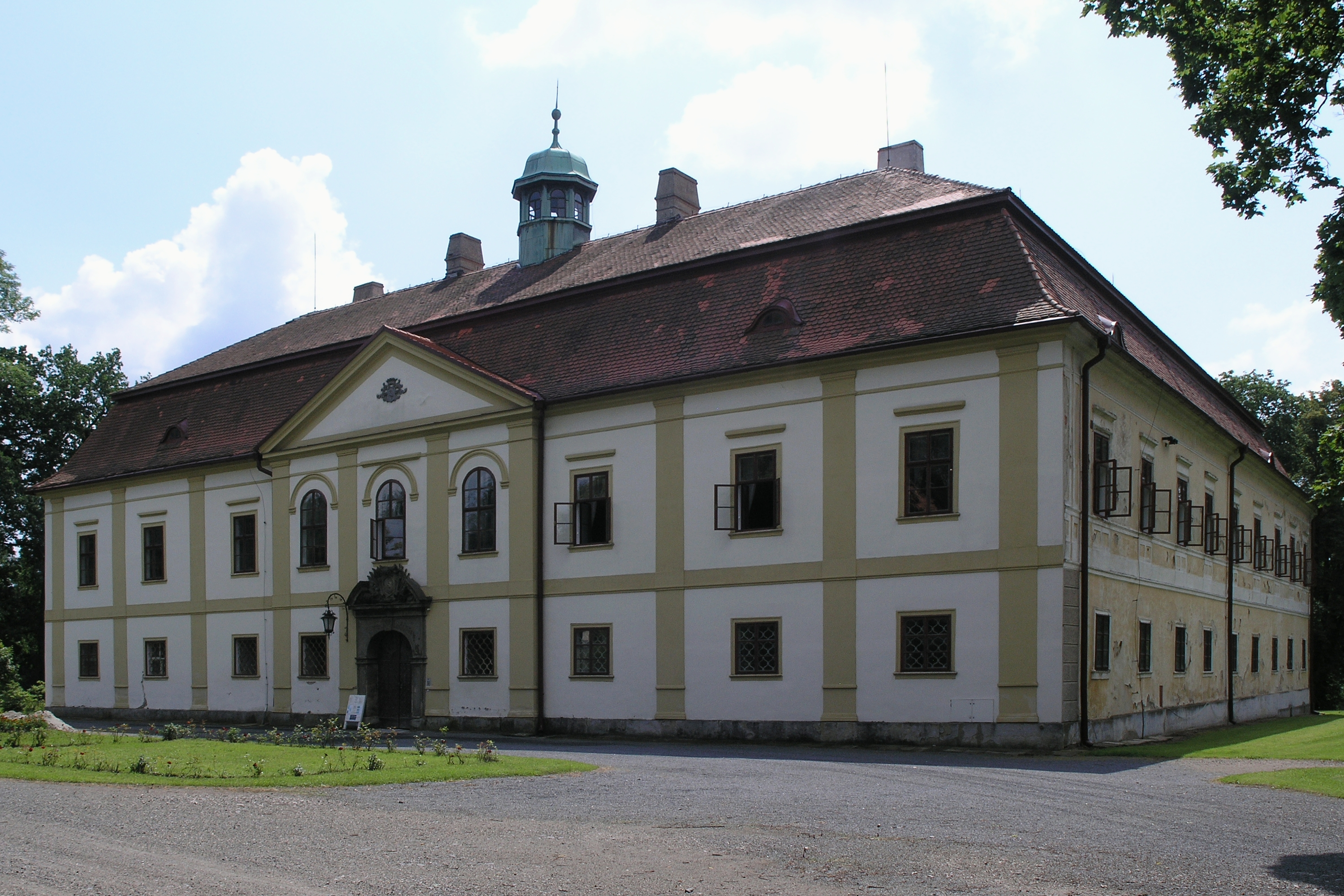
Zámek v Chotěboři

Rašín se zpět do Čech vrátil se saským vojskem, které sem vpadlo roku 1631. Proti těmto silám vytáhl roku 1632 Albrecht z Valdštejna a Sasy z Čech postupně vytlačil. Díky svým kontaktům a diplomatických schopnostem dokázal Rašín navázat kontakt mezi švédskými veliteli a Albrechtem z Valdštejna. Tomu patrně dopomohl také fakt, že syn Jana Rudolfa Trčky Adam Erdman Trčka patřil k Valdštejnovu nejvyššímu velení. Následně pak zprostředkovával a účastnil se tajného vyjednávání obou stran, jehož pravděpodobným předmětem byla také možnost přechodu (tehdy již vážně nemocného) Valdštejna na stranu protestantů. Nakonec se však přiklonil na císařskou stranu a podával o Valdštejnovi informace svědčící v jeho neprospěch.
Dne 25. února 1634 byl v Chebu proveden úspěšný atentát na Valdštejna a jeho důstojníky, kterého se Rašín osobně neúčastnil. Mimo Valdštejna zahynul v Chebu také Adam Erdman Trčka. Jaroslav Sezima pak musel vypovídat před císařskou komisí. Když u výslechu Valdštejna označil za zrádce, dostal jako odměnu od císaře Ferdinanda II. chotěbořské panství. Tím pro svůj rod obnovil perspektivu dobrého společenského postavení. V roce 1638 byl císařem Ferdinandem III. povýšen do dědičného panského stavu, avšak tentýž rok zemřel.

### Po smrtí
Po jeho smrti se vlastníkem chotěbořského panství stal jeho syn Rudolf Karel Rašín. I ten však byl ke svým poddaným krutý a vedl s městem řadu sporů.

### Rodinný život
Jeho synem byl Rudolf Karel Rašín, dědic rodového majetku.

### V pověstech
V oblasti jeho panství vznikly legendy pojednávající o Rašínově krutém zacházení se svými poddanými. Podle zdejších pověstí musel pak po smrti za trest každou noc jezdit po Chotěboři v kočáře taženém trojspřežím ohnivých vraníků a strašit obyvatele. Nakonec mu někdo uťal hlavu a přízrak konečně zmizel.